# Józef Humnicki
Józef Humnicki herbu Gozdawa (zm. w 1754 roku) – łowczy przemyski w latach 1748-1754.
Pochowany 6 maja 1754 roku w kościele Franciszkanów Reformatów w Przemyślu.